# Stein (Tiefenbach)
Stein ist ein Gemeindeteil der Gemeinde Tiefenbach im Oberpfälzer Landkreis Cham in Bayern.

## Geographische Lage
Das Dorf Stein liegt am Westrand des Tales, das durch die Bayerische Schwarzach zwischen Kreuzberg, Irlberg, Auberg und Geißberg im Westen und Silberberg, Hohem Holz, Degenberg und Pfaffenberg im Osten entstand. Etwa 4 km südöstlich von Stein vereinigt sich die Bayerische Schwarzach mit der Böhmischen Schwarzach zur Schwarzach. Stein bildet ein Angerdorf, das in einer Hügellandschaft liegt. Stein liegt an der Staatsstraße 2400.

## Geschichte
Im Jahre 1270 wird Stein im Salbuch schriftlich als Besitz der Adelsfamilie der Siegenhofen erwähnt.
Bis in die 1950er Jahre gab es in Stein eine Mühle. Anfang des 20. Jahrhunderts wurden an die Mehlqualität zunehmend höhere Ansprüche gestellt, die die kleinen Mühlen nicht mehr erfüllen konnten und nach und nach ihre Mahlrechte an die großen Müllereibetriebe verkauften.
Im Zuge der Gebietsreform wurde Stein am 1. Mai 1978 der Gemeinde Tiefenbach zugeteilt.
Zum 31. Dezember 1990 wird Stein als Bestandteil der Pfarrei Hiltersried aufgeführt.

## Kultur und Sehenswürdigkeiten
Hauptattraktion von Stein ist der "Steiner Wirt" – ein sehr altes traditionsreiches Gasthaus mit Übernachtungsmöglichkeiten.
Außerdem gibt es in Stein eine 1988 erbaute Lourdes-Kapelle.
1 km nordöstlich von Stein befindet sich der Silbersee mit Badestellen und einem ausgebauten Rundwanderweg.